# Lodewijk Meeter
Lodewijk Meeter (Munnekezijl, 23 maart 1915 - Leeuwarden, 1 november 2006) was een Fries skûtsjeschipper en tweevoudig winnaar van het skûtsjesilen.

## Biografie
Meeter was de verpersoonlijking van het skûtsjesilen, in die zin dat hij er voor heeft gezorgd dat deze wedstrijdserie nog steeds bestaat. Toen in 1953 het skûtsjesilen zou worden afgelast wegens te geringe deelname regelde Meeter voldoende boten. Hij was de eerste SKS-schipper die, in 1952 in de Folkertsloot bij Eernewoude, omsloeg met zijn schip. Hij was tweevoudig winnaar van de serie en was de eerste die speciaal voor de wedstrijden een eigen skûtsje aanschafte. Meeter was eigenaar van een scheepswerf.
Hij heeft er voor gezorgd dat het vereiste dat een deelnemer aan het skûtsjesilen uit een geslacht van (zeilende) beroepsschippers moet komen, in stand is gebleven.
In 1970 en 1971 werd Meeter SKS-kampioen met het Huzumer skûtsje. Zijn zoon Eildert nam het in 1989 van hem over. Zijn kleinzoon Lodewijk Ezn. was daarna schipper (1997-2008) van het Huzumer Skûtsje. Zijn neef Eildert Kzn. Meeter nam het helmhout na enkele jaren van hem over (2009-2011). Maar geen van allen wisten ze de successen van pake Lodewijk te evenaren. Ze eindigden een aantal jaren achteraan. 
Meeter overleed op 91-jarige leeftijd. Hij kreeg in 1988 de zilveren eremedaille in de Orde van Oranje-Nassau. Hij was erelid van SKS en ereburger van de gemeente Leeuwarden.